# Georges Cramer
Pour les articles homonymes, voir Cramer.
Georges Cramer, né en 1901 et mort en 1981, est un musicien et organiste vaudois.

## Biographie
Georges Cramer est attiré très tôt par la musique. Il devient musicien professionnel à quinze ou seize ans, lorsqu'il doit gagner sa vie, « en voyageant de gauche à droite, de cafés en cabarets, de cinémas en théâtres, un jour pianiste de ballet, un autre, batteur de jazz, percussionniste à l'orchestre symphonique ou timbalier à l'Opéra », écrit-il. À l'inverse de la plupart des musiciens, c'est vers l'âge de vingt ans qu'il mesure combien sa formation musicale est incomplète et imparfaite ; il aborde alors les études musicales, avec peine, devant subvenir à ses besoins et payer les frais d'études. Ce n'est donc qu'en 1930 qu'il entreprend ses études et les termine au Conservatoire de musique de Genève en 1939. Entretemps, il reçoit l'enseignement, d'abord, du pianiste Alexandre Mottu et de l'organiste William Montillet, auprès duquel il obtient le diplôme de capacité professionnelle en 1937, mais aussi d'Otto Barblan, de Charles Chaix, d'Aloÿs Fornerod (écriture) ainsi que d'Émile Blanchet, élève de Busoni, lui-même élève de Liszt.
Georges Cramer commence sa carrière de musicien au moment de la Seconde Guerre mondiale. D'abord organiste à Villeneuve, il est ensuite organiste à Lausanne, à l’église anglaise, à Saint-Jean, tout en devant tenir l'orgue de cinéma du Capitole pour arrondir ses revenus, puis à Saint-François. Il tient ce poste de 1947 à 1974. C'est également dans les années 1940 qu'il devient régisseur musical à la Radio, expert-conseil en matière de construction et de restauration d'orgues pour la maison Kuhn. On doit à son mécénat et à ses idées la construction d'un orgue de chœur en 1985 dans l'abbaye de Saint-Maurice.
Professeur au Conservatoire de Lausanne à partir de 1946, il forme de nombreux élèves, dont Georges Athanasiadès, actuel titulaire des orgues de l’abbaye de Saint-Maurice et Eric Stauffer. Il est également à l'origine de la création, le 3 novembre 1946, du Prestant « cercle d'études musicales » et association de promotion de la musique d'orgue « d'étude de son histoire, de sa littérature, de sa facture ainsi que de l'art musical en général ». Certains membres de cette association, dont l'actuel conservateur du Musée Suisse de l'Orgue à Roche, M. Jean-Jacques Gramm, M. Claude Frossard et Eric Stauffer fondent et collaborent à une nouvelle revue La Tribune de l'orgue.
Il reçoit ainsi des personnalités comme Clara Haskil, Dinu Lipatti, Vlado Perlemutter et bien d'autres artistes et personnalités comme Emmanuel Buenzod. Il laisse un certain nombre d’œuvres comme compositeur.
L'attachement de Georges Cramer à l'abbaye de Saint-Maurice lui inspira en 1980 de créer une fondation qui porte son nom « pour contribuer au rayonnement spirituel et culturel de la Basilique » ; celle-ci a permis, outre la construction d'un orgue de chœur en 1985, le relevage des grandes orgues en 2000 et les concerts traditionnels à la basilique, l'instauration, en 2001, du Concours international pour Orgue qui a lieu tous les deux ans à Saint-Maurice. Georges Cramer décède au début de l'année 1981.

## Sources
- « Georges Cramer », sur la base de données des personnalités vaudoises sur la plateforme « Patrinum » de la Bibliothèque cantonale et universitaire de Lausanne.
- sites et références mentionnés
- Cramer, Georges, Les grandes orgues de Saint-François Lausanne - Bach, Clérambault, Cramer, Haendel, Widor, livret de Georges Athanasiadès, Tudor, 2009, cote BCUL: DCR 10466
- [nécrologie], 24 Heures, 1981/02/14-15, p. 28.